# Tapenade
La tapenade est un plat traditionnel, emblématique de la cuisine provençale et inventé en 1880 à Marseille, à base d'olives noires ou vertes, traditionnellement pilonnées dans un mortier avec de l'huile d'olive, des câpres (tapeno en provençal et tapena en occitan, d'où son nom), de l'ail, des anchois et des herbes de Provence. Une recette similaire mais sans câpres existe en Catalogne et Occitanie qui s'appelle olivada,.

## Historique
Il existe des préparations de sauces qui utilisent les olives pilées dans tout le bassin méditerranéen dès l'époque classique mais souvent mélangées à d'autres ingrédients comme le poireaux, le céleri, le vin et le vinaigre.

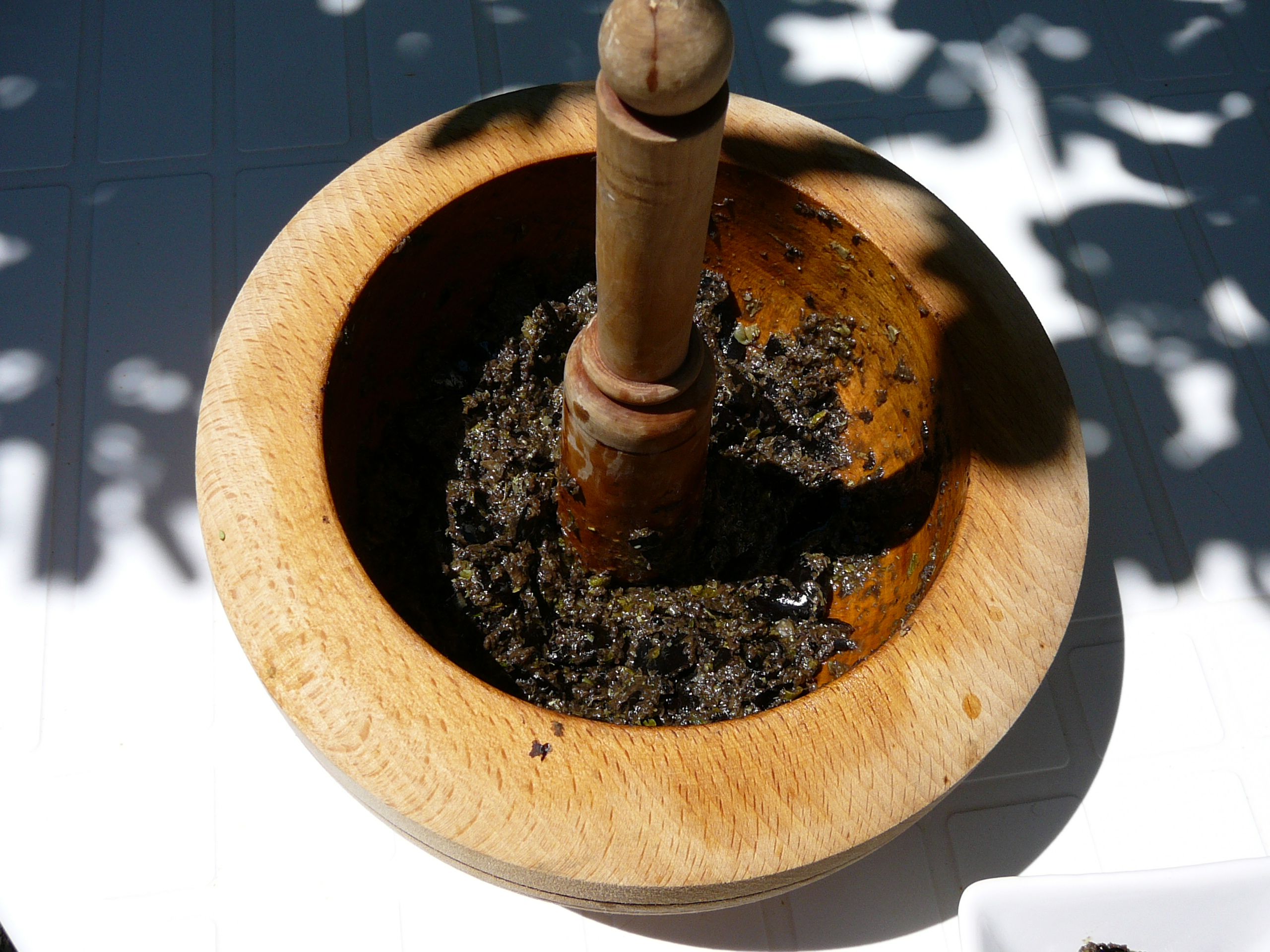
Tapenade broyée au pilon dans un mortier
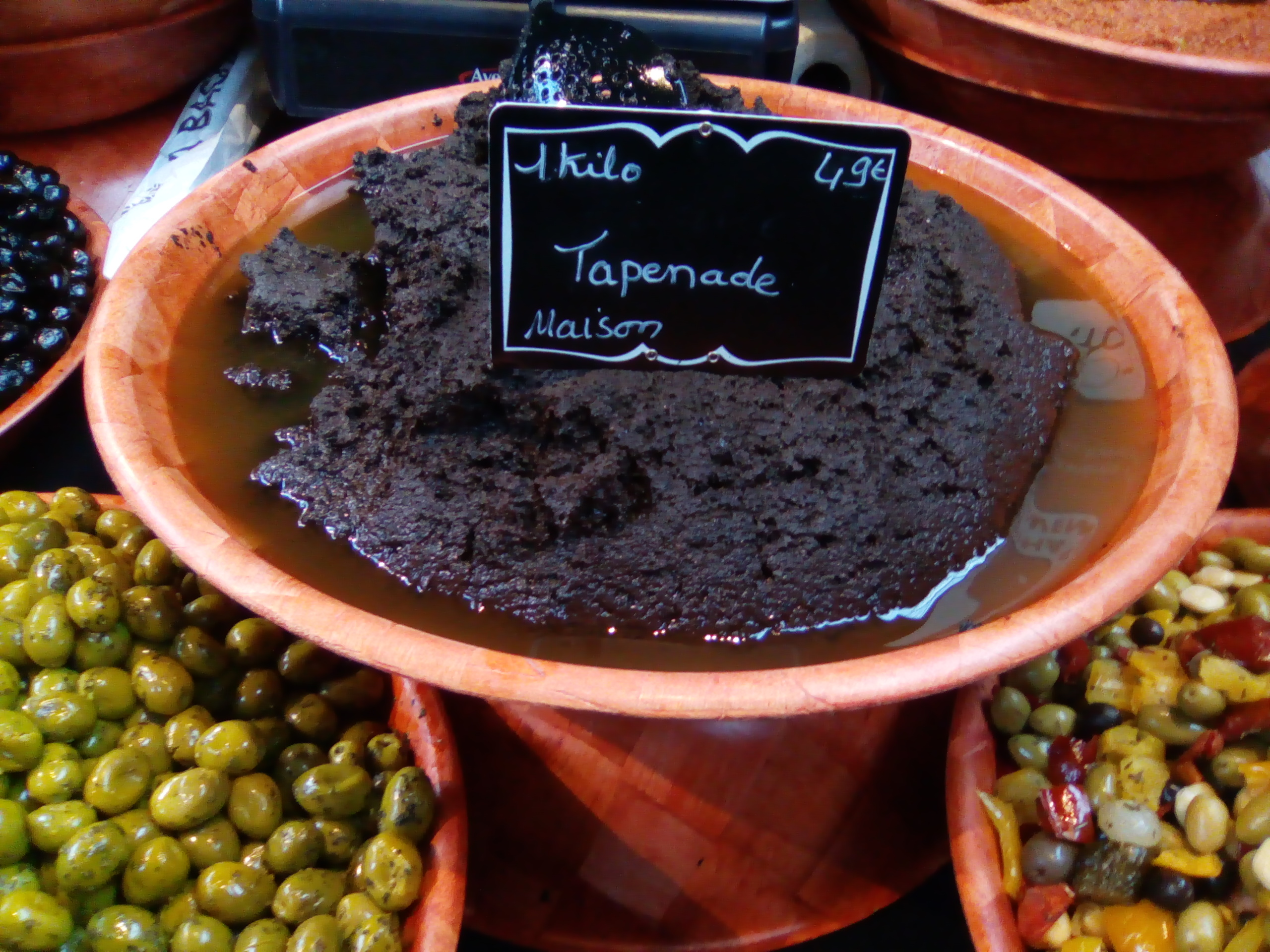
Présentation dans le commerce ou sur les marchés de Provence

En Occitanie et en Catalogne, l’olivada est fabriquée à base d'olives sans câpres. Des références écrites de cette sauce très populaire, remontent au Moyen Âge.
D'après les ouvrages culinaires des chefs cuisiniers provençaux Jean-Baptiste Reboul et Charles Julliard, la tapenade a été créée en 1880, par le chef Meynier, du restaurant La Maison Dorée à Marseille. Pour garnir des moitiés d'œufs durs, il avait pilé ensemble une même quantité (200 grammes) de câpres et d'olives noires, puis avait incorporé des filets d'anchois et du thon mariné (100 grammes de chaque). Cette composition condimentaire avait ensuite été liée au fouet après y avoir ajouté des épices, du poivre, de l'huile d'olive et deux verres de cognac.

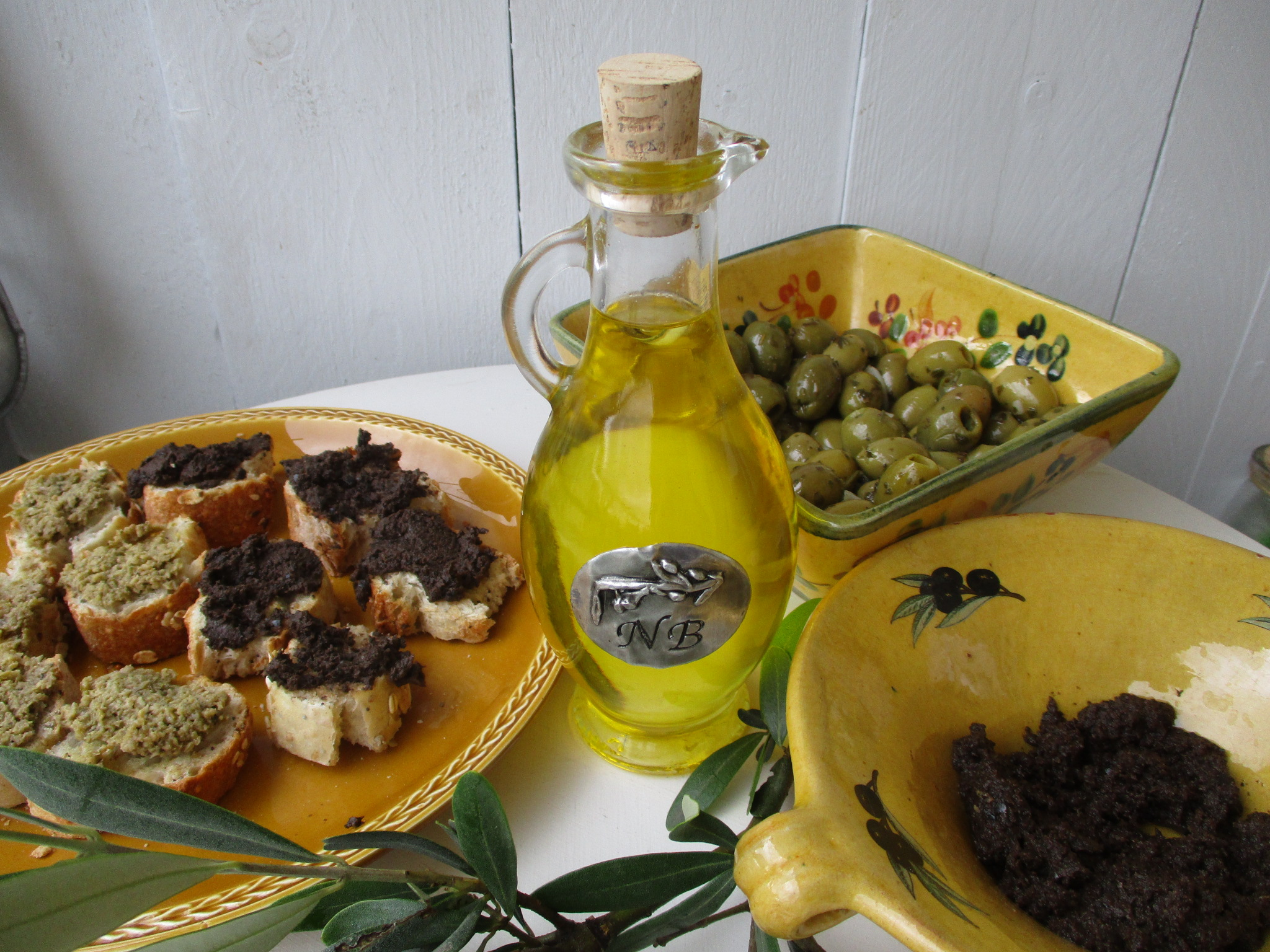
Tapenade noire et verte, huile d'olive de Provence, olives, olivier, et terre cuite provençale

## Tapenade noire
La composition de la tapenade noire s'est actuellement simplifiée. Les olives sont devenues le premier ingrédient, suivies par les câpres et les seuls filets d'anchois pour en rehausser les arômes ; y est ajoutée une gousse d'ail pilée avec de l'huile d'olive et du poivre.
Certaines olives, bénéficiant d'une AOP, entrent dans la composition de tapenades AOP : tapenade aux olives noires de Nyons, tapenade aux olives violettes.

## Tapenade verte
Jumelle  de la noire, en utilisant des olives vertes. Elle est uniquement faite en mixant celles-ci, à parts égales, soit avec des pignons de pin, soit avec de la poudre d'amande. La présence de câpres est devenue facultative.

## Dégustation
Elle peut être dégustée sur canapé, notamment à l'apéritif, ou simplement en la tartinant sur du pain ou en y trempant des bâtonnets de légumes. Mais elle peut aussi servir de farce pour la volaille. On la retrouve dans de nombreuses recettes de la cuisine méditerranéenne.